# Nicola Mimnagh
Nicola Mimnagh (Kilbarchan, 31 dicembre 1986) è una modella scozzese incoronata Miss Scozia 2010 il 19 giugno 2010 presso il George Square di Glasgow.
Al momento dell'incoronazione la Mimnagh era una studentessa di politica presso la Glasgow Caledonian University.
In seguito la modella scozzese ha rappresentato la propria nazione in occasione del concorso di bellezza internazionale Miss Mondo, classificandosi fra le prime venticinque semifinaliste.
In vista di questo risultato, è stata nominata Miss Regno Unito 2010, un titolo che ha vinto dopo essere finita davanti alle altre concorrenti britanniche nella classifica finale di Miss Mondo. Grazie a tale titolo, Nicola Mimnagh rappresenterà il Regno Unito a Miss International 2011.